# Илиади, Ангелики
Ангелики Илиади (греч.  Αγγελική Ηλιάδη, родилась 16 сентября 1977 года, Афины, Греция) — греческая певица.

## Биография
Ангелики Илиади родилась в 1977 году в Афинах. С самого раннего возраста увлекалась народной песней. Учителем Ангелики была её бабушка, выдающаяся исполнительница популярной греческой музыки, Кэти Грей.
В первый раз вышла на большую сцену в 1995 году в клубе «Posidonio» в Афинах, где выступала вместе с Ангелосом Дионисиу и Стелиосом Дионисиу. С тех пор Илиади сотрудничает со многими греческими исполнителями, такими как Нотис Сфакианакис, Герасимос Андреатос, Питса Пападопулу, Деспина Ванди, Наташа Феодориду и другие.
21 декабря 2011 года Илиади выступала вместе с Константиносом Галаносом и Костасом Карафотисом в праздничном Рождественском шоу компании Heaven Music. Зимой 2011—2012 сотрудничает с Нотисом Сфакианакисом в клубе «Священный Путь» («Ιερά Οδό») в Афинах, с 20 апреля 2012 года они начали совместные выступления в Салониках в «Odeon». С 17 августа 2012 года Илиади выступает в клубе Politia Live Clubbing в Салониках с совместной программой с Антонисом Ремосом. Зимой 2012/13 Илиади выступает на сцене Diogenis Studio вместе с Сакисом Рувасом и группой Melisses.

## Дискография

### Студийные альбомы
- 2003 — "Τη Μοναξιά Φοβάμαι"
- 2004 — "Ένα Χρόνο Μαζί"
- 2005 — "Τώρα Τι Θες"
- 2006 — "Απόφαση Καρδιάς"
- 2007 — "Ποτέ Δεν Έφυγες"
- 2009 — "Εγώ Μιλάω Με Την Καρδιά Μου"
- 2010 — "Χαμόγελώ"
- 2011 — "Με Την Αγάπη Τα 'Χω Βάλει"

### Коллекционный  сборник
- 2010 — "Χαμόγελώ Και Προχωράω"

### Кавер-версии
- 2012 — "Μια Γυναίκα Μόνο Ξέρει"

### Дуэты
- 1996 — «"Πονάνε"» (при уч. Кэти Грей)
- 2014 — «"Μόνο Αυτό Ζητώ"» (совместно с Oge)
- 2015 — «"Όταν Όλα Θα Καίγονται"» (совместно с Парис)

### Синглы
- 2012 — "Τραυματισμένε Μου Έρωτα"
- 2012 — "Μαγκιά Μου"
- 2013 — "Τα Παραπονά Μου"
- 2013 — "1000 Και 1 Νύχτες"
- 2013 — "Κάτι Άντρες Παιδιά"
- 2015 — "Θα Ζήσω Για Μένα"
- 2016 — "Έλα Και Πάρε Με"
- 2017 — "Όνειρα Σπασμένα"
- 2018 — "Μαζί Σου Πετάω"
- 2018 — "Βουτιά Στο Κενό"
- 2021 — "Έναν Αύγουστο"
- 2022 — "Με Τα Μάτια Σου Το Λέω"